# 北勝岩治
北勝岩 治（ほくといわ おさむ、1974年6月1日- ）は、青森県北津軽郡金木町（現在の五所川原市）出身で八角部屋に所属した元大相撲力士。本名は原田 治（はらだ おさむ）。身長177cm、体重167kg。得意手は突き、押し。最高位は東十両10枚目（2002年5月場所）、血液型はB型。

## 来歴
「原田酒店」の長男として生まれ、幼い頃から村祭りの相撲大会等に参加したが、本格的に始めたのは五所川原市立嘉瀬小学校2年生の頃で、体格の大きさを見出した担任から勧められたことがきっかけだった。嘉瀬小学校では通常は部活動に参加できるのは4年生からだったが、特別に認めてもらい、毎日の相撲の稽古に明け暮れた。五所川原市立金木南中学校、五所川原農林高校に進学しても相撲部に所属した。日本大学では全国大会に出場するなど活躍。幕下付出の資格を得ていたので、同じ青森出身で親しくしてくれた熊谷（のちの小結・海鵬）が所属していた八角部屋に入門した。1997年3月場所に幕下付出で初土俵を踏んだ。日大時代のチームメイトには学生横綱を獲得した柳川がおり、現役中は本場所でも同じ方屋になると共に談笑する様子がしばしば中継で映されていた。
同期生の出羽平や玉力道が早々と十両に昇進したのに対して、怪我のため三段目に陥落することもあり幕下でかなり苦労した。しかし、西幕下60枚目まで番付を落とした2001年3月場所から6場所連続で勝ち越し、2002年3月場所に十両昇進を果たした。新十両の場所は8勝7敗と勝ち越したが、翌5月場所から2場所連続で負け越し、3場所で幕下に陥落した。幕下陥落後も3年以上幕下中位から下位で低迷していたが、2005年7月場所から勝ち越しを続けていき、2005年11月場所には西幕下7枚目で6勝1敗の好成績を残した。2006年1月場所には東幕下筆頭まで番付を戻し、苦労したが4勝3敗と勝ち越し、22場所ぶりの十両復帰を決めた。再十両の翌3月場所は東十両12枚目で8勝7敗と勝ち越した。その後は翌5月場所から4場所連続で負け越して2007年1月場所で幕下に陥落した。1場所で十両に復帰するも2勝13敗と大敗し再び幕下に陥落した。その後は体力の衰えもあり、2008年5月場所では三段目に陥落した。その場所は5勝2敗と勝ち越し、1場所で幕下に復帰したが、2009年以降は三段目でも負け越すなど体力の衰えがより目立つようになった。2010年5月場所13日目に「もう相手をもっていけなくなった。完全燃焼。悔いはないです」と、引退を表明した。
引退後は飲食店に勤務するという。

## 主な成績
- 通算成績：309勝317敗7休  勝率.494
- 十両成績：50勝70敗  勝率.417
- 現役在位：80場所
- 十両在位：8場所

### 場所別成績
| | 一月場所 初場所（東京） | 三月場所 春場所（大阪） | 五月場所 夏場所（東京）   | 七月場所 名古屋場所（愛知） | 九月場所 秋場所（東京） | 十一月場所 九州場所（福岡） |
| --- | ----------------------- | ----------------------- | ------------------------- | --------------------------- | ----------------------- | --------------------------- |
| 1997年 （平成9年） | x                       | 幕下付出60枚目 3–4      | 東三段目19枚目 5–2        | 西幕下52枚目 5–2            | 東幕下32枚目 3–4        | 東幕下39枚目 4–3            |
| 1998年 （平成10年） | 西幕下28枚目 3–4        | 西幕下38枚目 3–4        | 西幕下51枚目 5–2          | 東幕下33枚目 1–6            | 東幕下57枚目 休場 0–0–7 | 東三段目37枚目 5–2          |
| 1999年 （平成11年） | 東三段目13枚目 6–1      | 東幕下41枚目 2–5        | 西三段目5枚目 6–1         | 西幕下33枚目 5–2            | 西幕下19枚目 5–2        | 東幕下11枚目 2–5            |
| 2000年 （平成12年） | 西幕下30枚目 3–4        | 西幕下39枚目 3–4        | 西幕下47枚目 6–1          | 東幕下22枚目 2–5            | 西幕下37枚目 4–3        | 東幕下29枚目 1–6            |
| 2001年 （平成13年） | 東幕下51枚目 3–4        | 西幕下60枚目 6–1        | 西幕下27枚目 6–1          | 西幕下11枚目 4–3            | 西幕下8枚目 4–3         | 西幕下4枚目 4–3             |
| 2002年 （平成14年） | 東幕下2枚目 4–3         | 東十両13枚目 8–7        | 東十両10枚目 6–9          | 西十両12枚目 5–10           | 東幕下3枚目 2–6         | 東幕下13枚目 4–3            |
| 2003年 （平成15年） | 東幕下10枚目 3–4        | 西幕下17枚目 3–4        | 東幕下25枚目 3–4          | 西幕下32枚目 5–2            | 東幕下21枚目 3–4        | 西幕下29枚目 5–2            |
| 2004年 （平成16年） | 東幕下14枚目 1–6        | 西幕下38枚目 3–4        | 西幕下49枚目 4–3          | 西幕下41枚目 5–2            | 西幕下26枚目 2–5        | 西幕下40枚目 5–2            |
| 2005年 （平成17年） | 西幕下26枚目 4–3        | 東幕下21枚目 5–2        | 東幕下12枚目 3–4          | 西幕下17枚目 4–3            | 東幕下13枚目 5–2        | 西幕下7枚目 6–1             |
| 2006年 （平成18年） | 東幕下筆頭 4–3          | 東十両12枚目 8–7        | 西十両10枚目 7–8          | 東十両11枚目 7–8            | 東十両12枚目 7–8        | 西十両13枚目 5–10           |
| 2007年 （平成19年） | 西幕下3枚目 5–2         | 東十両14枚目 2–13       | 東幕下11枚目 2–5          | 東幕下22枚目 3–4            | 西幕下30枚目 2–5        | 東幕下45枚目 4–3            |
| 2008年 （平成20年） | 西幕下36枚目 2–5        | 西幕下53枚目 2–5        | 西三段目13枚目 5–2        | 東幕下53枚目 4–3            | 東幕下42枚目 3–4        | 西幕下52枚目 1–6            |
| 2009年 （平成21年） | 東三段目27枚目 5–2      | 東三段目2枚目 3–4       | 東三段目17枚目 3–4        | 東三段目32枚目 4–3          | 西三段目18枚目 2–5      | 西三段目44枚目 6–1          |
| 2010年 （平成22年） | 西幕下56枚目 1–6        | 東三段目29枚目 2–5      | 東三段目55枚目 引退 3–4–0 | x                           | x                       | x                           |
| 各欄の数字は、「勝ち-負け-休場」を示す。 優勝 引退 休場 十両 幕下 三賞：敢=敢闘賞、殊=殊勲賞、技=技能賞 その他：★=金星 番付階級：幕内 - 十両 - 幕下 - 三段目 - 序二段 - 序ノ口 幕内序列：横綱 - 大関 - 関脇 - 小結 - 前頭（「#数字」は各位内の序列） |                         |                         |                           |                             |                         |                             |

## 改名歴
- 原田 治（はらだ おさむ）1997年3月場所-1998年11月場所
- 北勝岩 治（ほくといわ -）1999年1月場所-2010年5月場所